# Öğütlü, Hasankeyf
Öğütlü là một xã thuộc huyện Hasankeyf, tỉnh Batman, Thổ Nhĩ Kỳ. Dân số thời điểm năm 2011 là 125 người.